# Charles Christopher Parry
Charles Christopher Parry  (Admington, Warwickshire, 28 de agosto de 1823 — Davenport, Iowa, 20 de fevereiro de 1890) foi um botânico norte-americano de origem britânica. 